# Владимир (Филантропов)
Епископ Владимир (в миру Василий Иванович Филантропов; 1842, Владимирская губерния — 10 (23) июля 1916, Москва) — епископ Русской православной церкви, епископ Ковенский, викарий Литовской епархии.

## Биография
Родился в 1842 (или 1841) году в семье священника.
В 1852 году поступил во Владимирскую духовную семинарию, которую окончил в 1862 году.
17 июня 1864 года назначен учителем Шуйского духовного училища.
С 1876 года — учитель Симферопольского духовного училища.
В 1880 году уволен от учебной службы и назначен исполняющим должность помощника синодального ризничего.
19 октября того же года пострижен в монашество, а 6 декабря рукоположён в иеромонаха и утверждён в должности помощника ризничего.
В августе 1882 года назначен синодальным ризничим и настоятеля синодальной церкви во имя двенадцати апостолов в Московском Кремле. В 1886 году возведён в сан архимандрита.
Будучи синодальным ризничим, оказывал поддержку учёным, для которых была отведена часть его квартиры при храме во имя двенадцати апостолов. Составил систематическое описание рукописей московской Синодальной библиотеки, дополнив описание славянских рукописей А. В. Горского и К. И. Невоструева.
С 1892 года — настоятель Московского Знаменского монастыря.
С 1895 года — настоятель ставропигиального Заиконоспасского монастыря.
В 1896 году освобожден по прошению от должности ризничего.
Летом 1898 года назначен настоятелем Новоиерусалимского Воскресенского монастыря.
30 января 1904 года император утвердил доклад Святейшего Синода о бытии архимандриту Владимиру епископом Киренским, викарием Иркутской епархии.
5 февраля 1904 года освобождён от должности настоятеля Новоиерусалимского монастыря.
22 февраля 1904 года в Свято-Троицком соборе Александро-Невской Лавры хиротонисан во епископа Киренского, викария Иркутской епархии. Чин хиротонии совершали: митрополиты: Санкт-Петербургский Антоний (Вадковский), Московский Владимир (Богоявленский) и Киевский Флавиан (Городецкий), в сослужении архиепископов — Финляндского Николая (Налимова), Казанского Димитрия (Ковальницкого) и епископа Тульского Питирима (Окнова).
22 февраля 1908 года назначен епископом Ковенским, викарием Литовской епархии с управлением Пожайским Успенским монастырём.
25 июня 1911 года уволен на покой с предоставлением управления Арзамасским Спасо-Преображенским монастырём на правах настоятеля.
4 июля 1914 года освобождён, согласно прошению, от управления монастырём и назначен в Московский ставропигиальный Новоспасский монастырь.
Скончался в 10 июля 1916 в Москве.